# قصف شديد متأخر

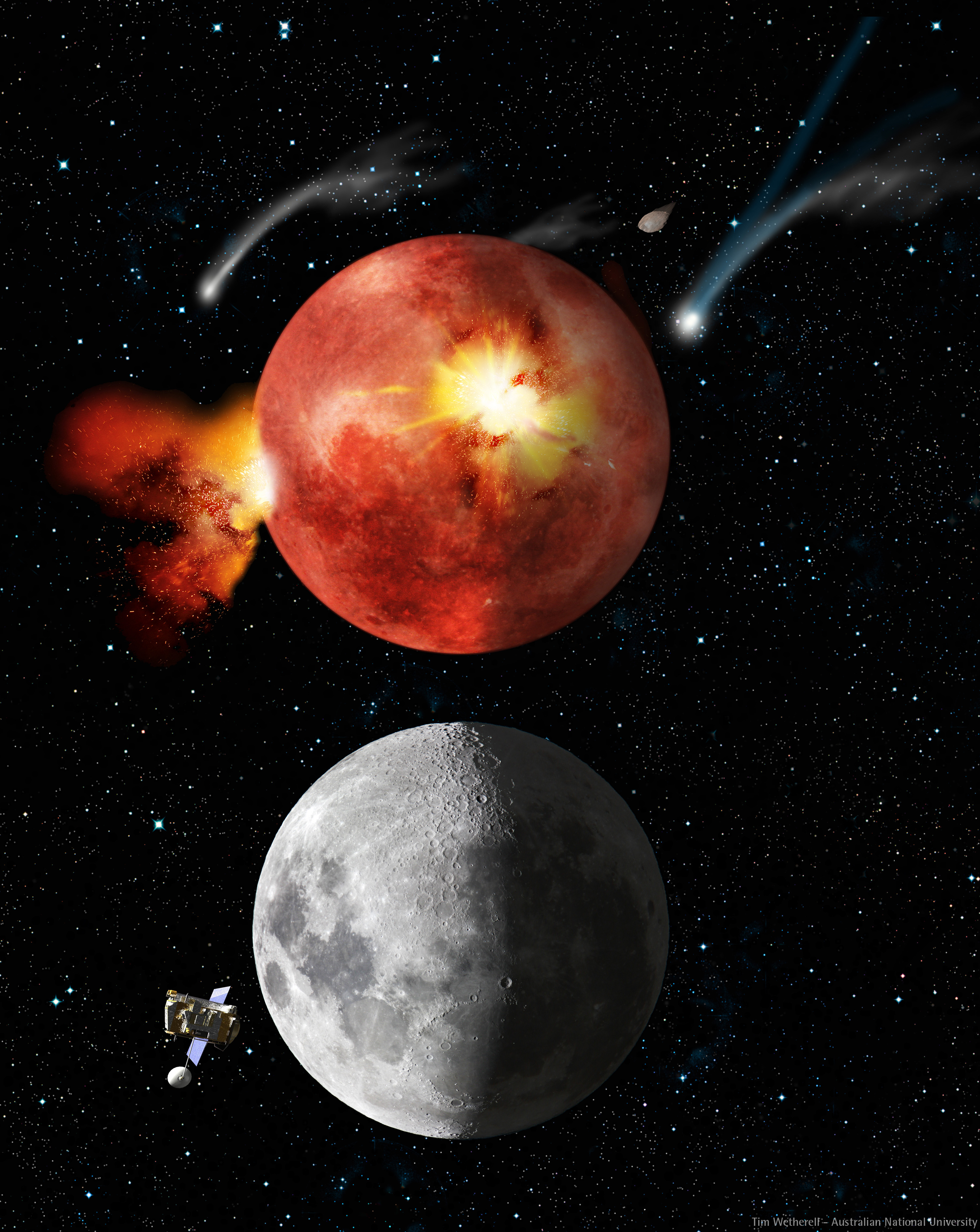
رسم يُظهر القمر أثناء فترة القصف الشديد المتأخر (فوق) واليوم (تحت).

القصف الشديد المتأخر (أو ما يُشار إليه في كثيراً من الأحيان بـ«الكارثة القمرية» أو «القصف الشديد القمري») هو فترة زمنية امتدت مما قبل 4.1 إلى 3.8 مليار عام يُعتقد أنه قد تكون خلالها عدد كبير من الفوهات الصدمية على القمر وعطارد والزهرة والأرض والمريخ. ويَأتي الدليل على أحداث هذه الفترة العنيفة من نتائج تأريخ العينات القمرية، التي تشير إلى أن مُعظم الصخور المُنصهرة التي خلفتها الاصطدامات تكونت خلال هذه الفترة الزمنية القصيرة نسبياً. ومع أن العديد من الفرضيات قد وُضعت سابقاً لتفسير التدفق المُفاجئ والسريع في المواد الكويكبية والمذنبية في النظام الشمسي الداخلي أثناء هذه الفترة، فلا يُوجد إجماع بعد على مُسبهها الحقيقيّ. من النظريات الشائعة في هذا الشأن نظرية تفيد بأن العمالقة الغازية قد هاجرت إلى مدارات أبعد عن الشمس خلال هذه الفترة، مما سبب اضطراباً وشذوذاً في مدارات أجرام حزام الكويكبات و/أو حزام كايبر حرف مداراتها وجعلها تصل إلى الكواكب الصخرية الداخلية وتقصفها. لكن مع ذلك فإن البعض يُشككون في هذه النظرية بأن المعلومات المأخوذة من العينات القمرية لا تفرض بالضرورة وُجود قصف كارثيّ قرب فترة 3.9 مليار سنة، وبأن التقارب الظاهريّ في أعمار صخور الاصطدامات قرب هذا الوقت هو نتاج خطأ بشريّ سببه تأثير الحوض الاصطداميّ الضخم على المواد التي أخذت سابقاً كعينات.

## دلائل القصف
القطعة الأساسية من دليل القصف الشديد المتأخر الكارثيّ تأتي من العُمر الإشعاعي لعينات الصخور المُنصهرة التي خلفتها الاصطدامات القمرية وجمعتها لاحقاً رحلات أبولو من سطح القمر. يُعتقد أن غالبية هذه الصخور المُنصهرة تكونت أثناء اصطدامات الكويكبات والمذنبات التي تملك أقطاراً تبلغ عشرات الكيلومترات واستطاعت توليد حرارة كبيرة بعد اصطدامها، مما خلف فوهات بأقطار تعادل مئات الكيلومترات. كانت قد اختيرت مواقع هبوط رحلات أبولو 15 و16 و17 بناءً على قربها من أحواض بحار الأمطار والرحيق والصفاء.
وبعد دراسة عينات هذه الرحلات على الأرض تبين أن مجموع أعمارها يَعود إلى فترة تتراوح من 3.8 إلى 4.1 مليار سنة. وقد كان أول من لاحظ تقارب أعمار جميع هذه الصخور العلماء «فؤاد تيرا» و«ديميتري بابانستاسيو» و«جيرالد واسّيربرغ» في أواسط السبعينيات، وقد اعتقدوا أن هذه الأعمار تدل على حدوث قصف شديد على سطح القمر في تلك الفترة. ولذا فقد أطلقوا على هذا القصف اسم «الكارثة القمرية» واقترحوا أنه يُمثل تزايداً هائلاً في مُعدل قصف الأجسام الفضائية على القمر قبل حوالي 3.9 مليار سنة. وإذا كانت هذه الصخور المُنصهرة قد تخلفت عن اصطدامات الأحواض الضخمة الثلاث المَذكورة آنفاً، فسيَعني هذا أن العديد من التضاريس السطحية والجيولوجية الأخرى على سطح القمر هي في الواقع آثار أيضاً من قصف شديد جاء خلال فترة زمنية قصيرة، وليس تلك الأحواض الثلاث فقط. لكن في ذلك الوقت اعتبر العلماء أن هذا الموضوع لا زال قابلاً للجدل.
لكن هذه النظرية اكتشبت شعبيتها بعد توفر المزيد من المعلومات من النيازك القمرية، مع أنها لا زالت قابلة للجدل حتى الآن. يُعتقد أن الأحجار النيزكية القمرية تتناثر من أجزاء عشوائية من السطح القمريّ، ويُفترض من ثم أن بعضاً منها على الأقل نشأت في مناطق بعيدة عن مواقع هبوط رحلات أبولو. ربما نشأت العديد من الأحجار النيزكية الفلدسبارية القمرية في الجانب البعيد من القمر، وقد أرخت الصخور المُنصهرة التي خلفتها الاصطدامات على هذا الجانب القمريّ حديثاً فقط. لكن وبشكل متوافق مع فرضية القصف فلم يَكن عُمر أي من هذه الصخور أقدم من حوالي 3.9 مليار سنة. ومع هذا فليست جميع الأعمار قريبة من هذا التاريخ، بل تتراوح من 2.5 إلى 3.9 مليار سنة.
تشير دراسات توزيع أحجام الفوهات في المُرتفعات القمرية إلى أن أجساماً وقذائف من نفس العائلة قد ضربت كوكب عطارد والقمر أثناء القصف الشديد المتأخر. وإذا ما تبع تاريخ انحسار القصف الشديد المتأخر عن عطارد نفس تاريخه على القمر، فإن أحدث حوض اصطداميّ كبير اكتشف على عُطارد حتى الآن (حوض كالورس) سيَكون مُقارباً في العُمر لأحدث حوضين قمريّين كبيرين (البحر الشرقي وبحر الأمطار)، وستكون جميع البحار القمرية ذات أعمار أقدم من 3 مليارات سنة.

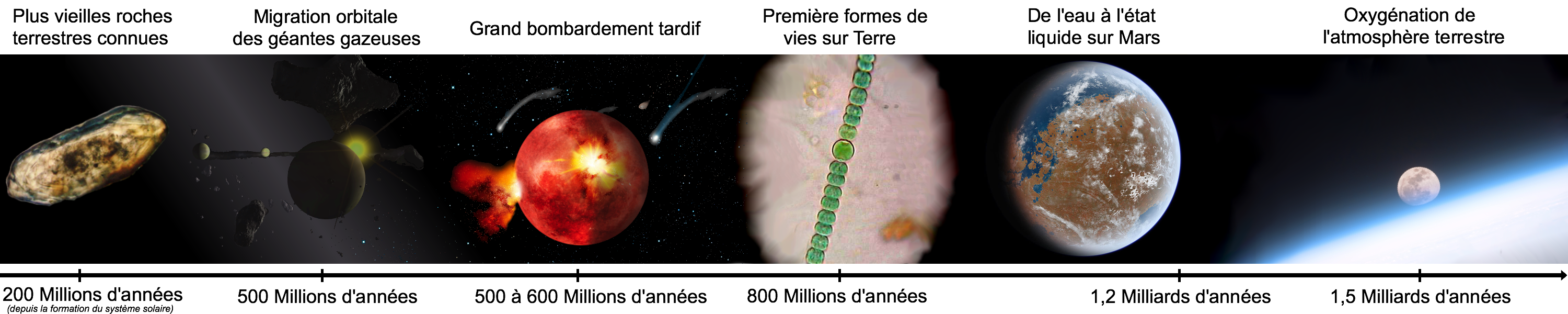
رسم يُظهر تاريخ تطور النظام الشمسيّ. فالمرحلة الأولى هي تكون أجرام النظام الشمسي، والثانية هي هجرة العمالقة الغازية، ثم في الثالثة تبدأ مرحلة القصف الشديد المتأخر، وفي الرابعة تنشأ أولى أشكال الحياة، أما الخامسة فهي انحسار المحيط المريخي الضخم، والسادسة هي يومنا الحاضر.